# Кулик Олександр Вікторович
Олександр Вікторович Кулик (нар. 3 листопада 1977) — доктор філософських наук, професор кафедри філософії Дніпровського національного університету імені Олеся Гончара. 

## Життєпис
Народився 3 листопада 1977 року.

### Освіта
У 1994—1999 році навчався в Дніпровському державному університеті ім. О. Гончара за спеціальністю «Політологія».
З 2001 до 2004 року навчався в аспірантурі («Історія філософії») при кафедрі філософії ДНУ. У 2005 році захистив кандидатську дисертацію на тему «Поняття “суспільство спектаклю” та його концептуальні кореляти» за спеціальністю «Історія філософії».
З 2012 по 2015 рік навчався в докторантурі («Історія філософії») в ДНУ ім. О. Гончара.
У 2015 році захистив дисертацію на здобуття наукового ступеня доктора філософських наук на тему «Еволюція філософських стратегій взаємодії з хаосом» за спеціальністю «Історія філософії».

### Викладання
Працював на кафедрі філософії Національного гірничого університету України (нині Національний технічний університет «Дніпровська політехніка») на посаді спочатку асистента (2004—2005 рр.), а потім — доцента (2005—2007 рр.).  
У 2008 році став старшим викладачем на кафедрі філософії Дніпропетровського національного університету ім. О. Гончара. З 2009 до 2016 року був там доцентом.
З лютого 2016 року й донині — професор кафедри філософії Дніпровського національного університету ім. О. Гончара.

### Публікації
Олександр Кулик є автором понад 70 наукових праць, а також навчальних та популяризаторських видань. Опубліковані його п’ять книг із філософії:
- Навчальні посібники англійською мовою

Kulyk, O. (2019). A Brief Introduction to Analytic Philosophy. Dnipro: LIRA. 75 p.
Kulyk, O. (2018). Analytic Philosophy and Philosophy of Language. Dnipro: LIRA. 108 p. [Архівовано 3 липня 2020 у Wayback Machine.]
- Навчальний посібник із грифом МОН

Кулик О.В. Філософія: [Навчальний посібник для вищих навчальних закладів III—IV рівнів акредитації] / О.В. Кулик. Дніпро: Моноліт, 2013. 692 с.
- Монографія

Кулик А. В. Эволюция философских стратегий взаимодействия с хаосом / А.В. Кулик. Днепр: Грани, 2014. 312 с.
- Художня книга

Кулик А. В. Гримуар: философская повесть. Днепр: ЛИРА, 2015. 116 с.

## Коло наукових інтересів
У своїх роботах Олександр Кулик переважно досліджує історію філософії, торкаючись також питань епістемології, соціальної філософії, логіки та філософії освіти.
Професор присвятив низку своїх праць історико-філософському осмисленню ставлення мислителів західного світу до ідеї хаосу. Зокрема,  ним були виявлені, реконструйовані та пояснені шість філософських стратегій взаємодії з хаосом: упорядкування, перетворення, уникнення, запобігання хаосу, управління хаосом та злиття з хаосом.
Олександру Кулику також належать праці, де осмислена історія розвитку ідей щодо порівняння суспільства з театром у філософії західної думки. Так, він показав генезу поняття «суспільство спектаклю» Гі Дебора, а також аргументував концептуальну близькість понять «симуляція» (Жан Бодріяр), «утворення подоб» (Гі Дебор) та «деконструкція» (Жак Дерріда) в аспекті спектакулярних теорій.
Окрім цього Олександр Кулик досліджує теоретичні питання викладання філософії:
- Роль предмету «Філософія» в університеті;[4]
- Можливості навчання філософуванню;[5]
- Цілі навчання філософії в США та Україні;[6]
- Думки студентів щодо вивчення предмету «Філософія».[7]

### Погляди на філософію
У своїх публічних виступах О. Кулик тлумачить філософію як практику впорядкування ставлення людини до світу та до того, яке вона займає місце в ньому. У її вченнях професор вбачає інструмент, що дозволяє робити світ нашим домом. За його переконаннями, філософія — важлива для сучасного суспільства діяльність, «жива» дисципліна, яка, попри свій вік, продовжує розвиватися.

## Канал на Ютубі

### Перші Відео
Перші відео на Ютубі Професор робив на російській мові. Троє найперших він зробив про логіку, наступні три про філософію, та останнє відео про свою книгу "Гримуар".

### Студія
Наступні сім відео він записував у студії. 4 з них були про мислення та 7 про філософію. Можна відокремити 4 відео про філософію філософів. Ці 4 відео були про пояснення різних поглядів на філосовію різними авторами. Довжина відео є майже 30 хвилин. Вони були про філософію Сковороди, Арістотеля, Платона та Сократа.

### Інші відео до 2020
Усі інші відео до 2020 року були з різними темами та майже не пов'язені.

### 2021 - 2022
Ці відео були усі зроблені у форматі презентацій. Дуже цікавим вийшло відео про сьому печать. Це був детальний розбір фильму з детальним роз'ясненям яке здобуло велику популярніть. А наступні три були про написання дисертації. Вони були під назвами "Вступ" "Як обрати тему?" Та "Як спланувати роботу на дисертацією?". Та останнє було про філософію Греції.

### Відео з початку Війни
Після початку Російського вторгнення в Україну Олександр почав робити відео на теми схожі з війной. Перші два були "Добро та Зло" та "Абсурд". Які розповідали про ці теми. Наступні три відео були серією відео на Англійській мові під назвою "Current Ukrainian Thought" або "Українська думка". Вони були короткі - 5 хвилин кожен. Та останнє відео на цей момент є про "Усування суперечлевості у міркуваннях". Це докладна розповідь про те, як долати суперечливість у думках за допомогою логіки.